# Marimatha
Marimatha là một chi bướm đêm thuộc họ Noctuidae. Chi này được Francis Walker mô tả lần đầu vào năm 1866.

## Các loài tiêu biểu
- Marimatha aurifera (Walker, [1858]) southern US to Brazil, Antilles
- Marimatha auruda (Schaus, 1898) Brazil (São Paulo)
- Marimatha furcata (Walker, [1858]) Brazil
- Marimatha intensifica (Dyar, 1914) Panama
- Marimatha nigrofimbria (Guenée, 1852) southern and eastern US
- Marimatha obliquata (Herrich-Schäffer, 1868) Cuba
- Marimatha piscimala Ferris & Lafontaine, 2010 Texas, Arizona, Mexico, Panama, Costa Rica
- Marimatha quadrata Ferris & Lafontaine, 2010 Texas, Arizona, Mexico
- Marimatha rufescens (Hampson, 1910) Brazil (Bahia)
- Marimatha squala Ferris & Lafontaine, 2010 Arizona to Costa Rica
- Marimatha tripuncta (Möschler, 1890) Puerto Rico, southern Florida, Cuba, Dominican Republic, Haiti, Saint Croix, Virgin Islands, Trinidad